# Cantó de Corlay
El cantó de Corlay (bretó Kanton Korle) és una divisió administrativa francesa situat al departament de Costes del Nord a la regió de Bretanya.

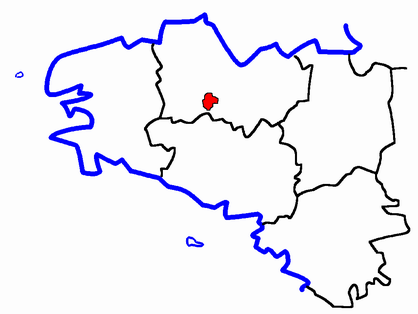
Situació del cantó

## Composició
El cantó aplega 5 comunes :
| Nom bretó          | Nom francès           | Nom gal·ló |
| Korle              | Corlay                | Corlaè     |
| Ar Gozh-Korle      | Le Haut-Corlay        |            |
| Plusulian          | Plussulien            |            |
| Sant-Varzhin-Korle | Saint-Martin-des-Prés |            |
| Sant-Vaeg          | Saint-Mayeux          |            |

## Història
| Data d'elecció                           | Identitat | Partit | Qualitat                |
| ---------------------------------------- | --------- | ------ | ----------------------- |
| març 2004                                | Guy Quéré | PS     | Alcalde de Saint-Mayeux |
| les dades anteriors no són pas conegudes |           |        |                         |
|                                          |           |        |                         |